# Internazionale Comunista Rivoluzionaria
L'Internazionale Comunista Rivoluzionaria (ICR, in inglese Revolutionary Communist International, RCI) è un'organizzazione politica internazionale trockista, basata sulle idee di Marx, Engels, Lenin e Trockij. Il marxista sudafricano-britannico Ted Grant è stato il principale teorico e leader della tendenza, insieme al gallese Alan Woods.
L'organizzazione è stata fondata nel 1992 come Comitato per un'Internazionale Marxista (in inglese Committee for a Marxist International, CMI) e nel 2004 ha assunto il nome di Tendenza Marxista Internazionale (TMI, in inglese International Marxist Tendency, IMT). Tale nome è stato mantenuto fino al giugno 2024, quando l'organizzazione è stata ridenominata Internazionale Comunista Rivoluzionaria.
L'organizzazione è attiva in oltre quaranta Paesi del mondo.
In Defence of Marxism è il sito ufficiale della ICR. È pubblicato in diverse lingue e ospita svariati articoli scritti di attualità, storia e analisi marxista.

Bandiera della ex TMI

## Storia
Il Militant (noto anche come Militant tendency) fu un gruppo entrista all'interno del Partito Laburista britannico basato sul quotidiano Militant fondato nel 1964. Nel 1974, il Militant e i suoi alleati in Svezia, Irlanda e altri paesi formarono il Comitato per un'Internazionale dei Lavoratori (CWI). Militant ottenne più membri durante gli anni '70 e l'inizio degli anni '80 e dominò il Partito Laburista a Liverpool. Divenne uno dei più grandi gruppo trotskisti d'Europa. Nel 1983, i cinque membri del comitato editoriale del quotidiano Militant furono espulsi dal Partito Laburista per averne violato la costituzione. Le espulsioni dei membri del Militant continuarono per il resto del decennio.
Ted Grant è stato per lungo tempo leader del Militant finché questo non si è diviso all'inizio del 1992 su una serie di questioni, principalmente se continuare a lavorare all'interno del Partito Laburista. La maggioranza, rifiutando l'entrismo, formò il Militant Labour, che successivamente divenne il Partito Socialista di Inghilterra e Galles. Grant sosteneva che lasciare il Labour avrebbe equivalso a buttare via molti decenni di paziente lavoro e sosteneva che i marxisti dovessero rimanere nel partito. Ma lui e i suoi sostenitori furono espulsi dalla tendenza e insieme ad Alan Woods formarono il Socialist Appeal in Gran Bretagna.
La lotta tra fazioni all'interno del Militant che portò all'espulsione di Grant e Woods si svolse anche all'interno del CWI, con i sostenitori della fazione di Grant che partirono per formare il Comitato per un'Internazionale Marxista in diversi paesi, in particolare in Spagna.
Al Congresso mondiale del 2004, l'organizzazione fu ribattezzata Tendenza Marxista Internazionale (TMI).

## Ideologia
L'Internazionale Comunista Rivoluzionaria aderisce ai principi dell'ortodossia trotskista ponendo l'accento sulla necessità di educare quadri e giovani della classe lavoratrice.
Tra i punti fondamentali della teoria elaborata dalla TMI possono essere messi in evidenza:
- Il giudizio negativo sugli Stati socialisti nati dopo la seconda guerra mondiale, come quelli del blocco orientale, che vengono categorizzati come "Stati proletari deformati" o "regimi bonapartisti proletari".
- L'accentuazione dell'importanza della tattica del fronte unico elaborata dalla Terza Internazionale negli anni 1920 e una riformulazione della tattica entrista per cui l'entrata dei gruppi trotskisti nei grandi partiti di sinistra e nelle organizzazioni sindacali più importanti diventa un'applicazione concreta del fronte unico in un contesto in cui la Quarta Internazionale non è riuscita a diventare un punto di riferimento per la gran parte dei lavoratori e dei giovani di sinistra. In particolare, a partire dalla fine degli anni 1950, Ted Grant sviluppò una concezione originale di entrismo per cui i rivoluzionari devono svolgere lavoro politico "dentro, fuori e attorno alle organizzazioni di massa" in quanto "fuori dal movimento operaio non c'è nulla".[8] Questa posizione farà sì che i gruppi che fanno riferimento al suo pensiero, come quelli raggruppati attorno alla Tendenza Marxista Internazionale, tendano a prendere fortemente le distanze dalla maggior parte delle organizzazioni che si rifanno alla Quarta Internazionale, considerandole vittime di degenerazioni settarie e influenzate da ideologie piccolo-borghesi (come ad esempio il nazionalismo di sinistra)
- Tra le istanze portate avanti da Tendenza Marxista Internazionale ci sono l'abbandono dell'economia di mercato, la fine delle Privatizzazioni, la nazionalizzazione delle imprese private senza compensazioni e la reintroduzione del monopolio di Stato per il commercio internazionale[9].

## Sezioni
Elenco delle sezioni nazionali:
| Sezione                     | Nome della sezione                                                                                       | Traduzione                                         | Affiliazione nazionale                |
| --------------------------- | --- | -------------------------------------------------- | ------------------------------------- |
| Argentina                   | Revolución                                                                                               | Rivoluzione                                        |                                       |
| Austria                     | Revolutionäre Kommunistische Partei                                                                      | Partito Comunista Rivoluzionario                   |                                       |
| Australia                   | Revolution Australia                                                                                     | Rivoluzione Australia                              |                                       |
| Belgio - Fiandre - Vallonia | - Vonk - Révolution                                                                                      | - La Scintilla - Rivoluzione                       |                                       |
| Bolivia                     | Lucha de Clases                                                                                          | Lotta di Classe                                    |                                       |
| Brasile                     | Organização Comunista Internacionalista                                                                  | Organizzazione Comunista Internazionalista         |                                       |
| Canada - Québec             | Communist Revolution - Révolution Communiste                                                             | Rivoluzione Comunista                              |                                       |
| Cechia Slovacchia           | Komunistická Avantgarda                                                                                  | Avanguardia Comunista                              |                                       |
| Colombia                    | Colombia Marxista                                                                                        | Colombia Marxista                                  |                                       |
| Danimarca                   | Revolution                                                                                               | Rivoluzione                                        |                                       |
| El Salavdor                 | Bloque Popular Juvenil                                                                                   | Blocco Popolare Giovanile                          |                                       |
| Finlandia                   | Vallankumos                                                                                              | Rivoluzione                                        |                                       |
| Francia                     | Révolution                                                                                               | Rivoluzione                                        |                                       |
| Germania                    | Revolutionäre Kommunistische Partei                                                                      | Partito Comunista Rivoluzionario                   |                                       |
| Regno Unito                 | Revolutionary Communist Party                                                                            | Partito Comunista Rivoluzionario                   |                                       |
| Grecia                      | Επαναστατική Κομμουνιστική Οργάνωση Epanastatikí Kommounistikí Orgánosi                                  | Organizzazione Comunista Rivoluzionaria            |                                       |
| Guatemala                   | Bloque Popular Juvenil                                                                                   | Blocco Popolare Giovanile                          |                                       |
| Honduras                    | Izquierda Marxista                                                                                       | Sinistra Marxista                                  |                                       |
| Ungheria                    | Fáklya                                                                                                   | Torcia                                             |                                       |
| Indonesia                   | Militan                                                                                                  | Militante                                          |                                       |
| Irlanda                     | Revolutionary Communists of Ireland                                                                      | Comunisti Rivoluzionari d'Irlanda                  |                                       |
| Italia                      | Partito Comunista Rivoluzionario                                                                         | Partito Comunista Rivoluzionario                   | Rifondazione Comunista (fino al 2014) |
| Malesia                     | Ombak Revolusi                                                                                           | Onda di Rivoluzione                                |                                       |
| Messico                     | La Izquierda Socialista                                                                                  | La Sinistra Socialista                             |                                       |
| Marocco                     | رابطة العمل الشيوعي Rābita al-'amal al-shuyu'ī                                                           | Lega Comunista                                     |                                       |
| Paesi Bassi                 | Revolutie                                                                                                | Rivoluzione                                        |                                       |
| Nuova Zelanda               | Socialist Appeal                                                                                         | Appello Socialista                                 |                                       |
| Nigeria                     | Workers' Alternative                                                                                     | Alternativa dei Lavoratori                         |                                       |
| Norvegia                    | Revolusjon                                                                                               | Rivoluzione                                        |                                       |
| Macedonia                   | Нова искра                                                                                               | Nuova Scintilla                                    |                                       |
| Lettonia                    | Starptautiskā Marksista Tendence - Latviešu Sekcija                                                      | Tendenza Marxista Internazionale - Sezione Lettone |                                       |
| Pakistan                    | لال سلام Lal Salaam                                                                                      | Saluto Rosso                                       |                                       |
| Polonia                     | Czerwony front                                                                                           | Fronte Rosso                                       |                                       |
| Portogallo                  | Colectivo Marxista                                                                                       | Collettivo Marxista                                |                                       |
| Russia                      | Организация Коммунистов Интернационалистов Organizatsiya Kommunistov Internatsionalistov                 | Organizzazione dei Comunisti Internazionalisti     |                                       |
| Jugoslavia                  | Crvena Kritika Црвена Критика                                                                            | Critica Rossa                                      |                                       |
| Sri Lanka                   | සමාජවාදී දියුණුව                                                                                               | Avanzata Socialista                                |                                       |
| Sud Africa                  | Revolution                                                                                               | Rivoluzione                                        |                                       |
| Spagna - Catalogna          | Organización Comunista Revolucionaria - Organització Comunista Revolucionària                            | Organizzazione Comunista Rivoluzionaria            |                                       |
| Svezia                      | Revolutionära Kommunistiska Partiet                                                                      | Partito Comunista Rivoluzionario                   |                                       |
| Svizzera                    | Svizzera tedesca: Revolutionäre Kommunistische Partei Svizzera romanda: Parti communiste révolutionnaire | Partito Comunista Rivoluzionario                   |                                       |
| Taiwan                      | 火花 Huǒhuā                                                                                              | La Scintilla                                       |                                       |
| Stati Uniti                 | Revolutionary Communists of America                                                                      | Comunisti Rivoluzionari d'America                  |                                       |
| Ucraina                     | Комуна Komuna                                                                                            | Comune                                             |                                       |
| Venezuela                   | Lucha de Clases                                                                                          | Lotta di Classe                                    | Alternativa Popolare Rivoluzionaria   |